# Roberto Bonola
Roberto Bonola (Bolonha, 14 de novembro de 1874 – Bolonha, 16 de maio de 1911) foi um historiador da matemática italiano.

## Vida
Bonola estudou na Universidade de Bolonha. Foi depois assistente de Federigo Enriques na Universidade de Bolonha. Bonola é conhecido principalmente por sua história da geometria não-euclidiana (La geometria non euclidea. Esposizione storico critica del suo sviluppo, Bologna, Zanichelli), 1906 (Reprint 1975), editada na Inglaterra por Horatio Scott Carslaw (1912, Dover Reprint 1955 com tradução das obras de Nikolai Lobachevsky e János Bolyai) e editado e complementado na Alemanha em 1908 por Heinrich Liebmann.

## Obras
- Non-Euclidean geometry: a critical and historical study of its development